# Pipreola arcuata
El frutero barrado (en Colombia y Perú) (Pipreola arcuata), también denominado frutero barreteado (en Ecuador) o granicera requintilla (en Venezuela), es una especie de ave paseriforme de la familia Cotingidae perteneciente al género Pipreola. Es nativa de los Andes del norte y occidente de América del Sur.

## Distribución y hábitat
Se distribuye por los Andes desde el oeste de Venezuela, Colombia, Ecuador, hasta el sur de Perú y oeste de Bolivia.
Esta ave frugívora es considerada poco común a localmente bastante común en su habitat natural: el estrato medio o bajo de bosques montañosos tropicales y subtropicales de grandes altitudes (entre 2250 y 3300 m.

## Descripción
Mide en promedio 23 cm de longitud. El pico y las patas son de color rojo. En el macho, en la cabeza y el pecho aparecen plumas de un negro brillante.Tanto machos como hembras presentan el pecho y el abdomen barreados en negro sobre amarillo pastel. Las partes superiores son verdes con bandas negras y amarillas en las supracoberteras caudales. En la cola aparece una banda ancha de color negro punteada de blanco. La cabeza de la hembra es verde, como el dorso.

## Sistemática

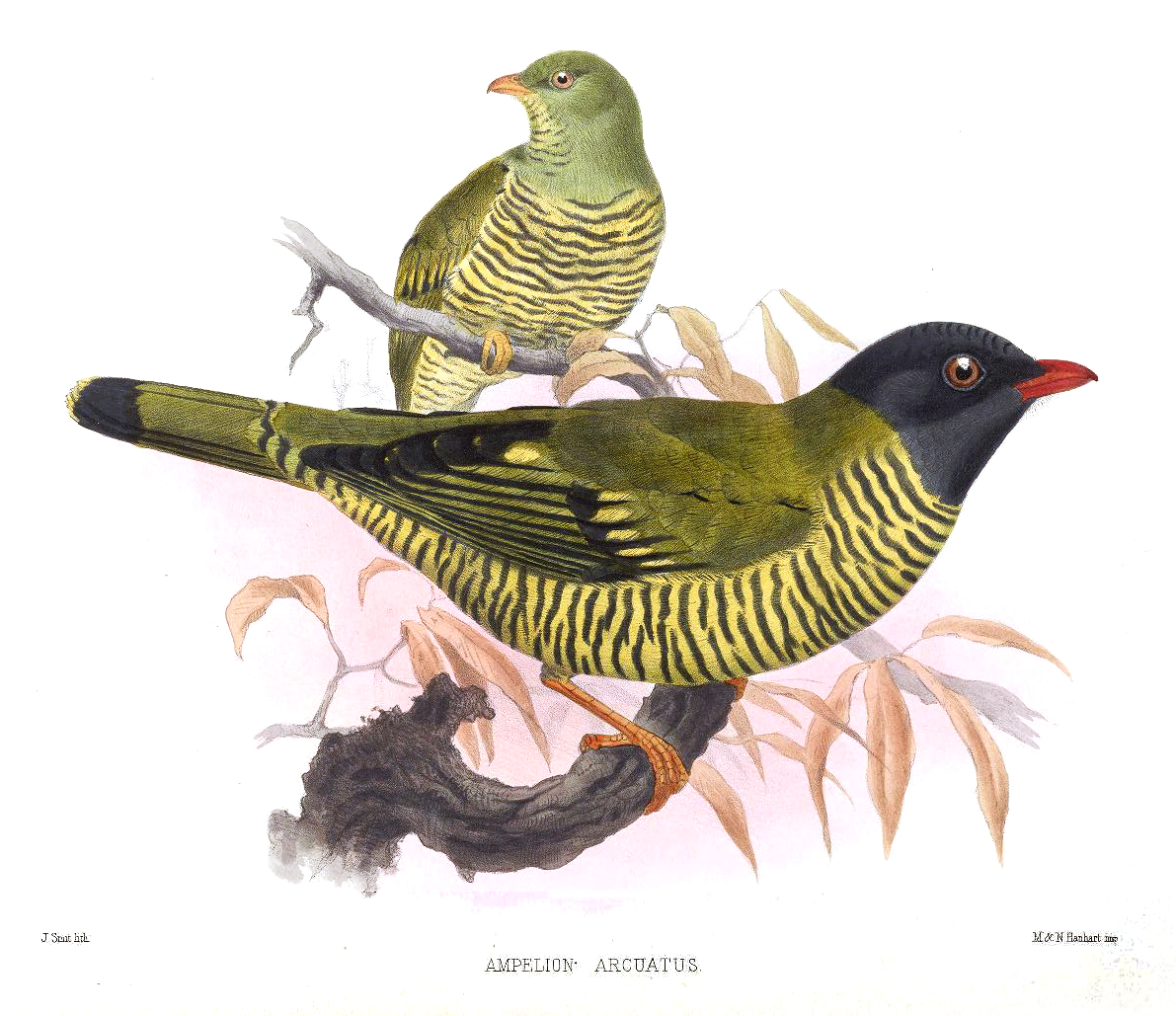
Pipreola arquata, macho (abajo) y hembra, ilustración de Smit en Exotic ornithology: containing figures and descriptions of new or rare species of American birds, 1869.

### Descripción original
La especie P. arcuata fue descrita por primera vez por el naturalista francés Frédéric de Lafresnaye en 1843 bajo el nombre científico Ampelis arcuata; la localidad tipo es «Bogotá, Colombia».

### Etimología
El nombre genérico femenino «Pipreola» es un diminutivo del género Pipra, demostrando alguna afinidad entre los mismos; y el nombre de la especie «arcuata», proviene del latín «arcuatus» que significa ‘curvado’, ‘en formato de arco’.

### Taxonomía
La subespecie viridicauda tiene el iris amarillo y no rojo y más verde en las rectrices externas, pero no se diferencian vocalmente.

### Subespecies
Según las clasificaciones Clements Checklist/eBird, y el Congreso Ornitológico Internacional (IOC) se reconocen dos subespecies, con su correspondiente distribución geográfica:
- Pipreola arcuata arcuata Lafresnaye, 1843 – Serranía del Perijá (en la frontera entre Colombia y Venezuela), y Andes del oeste de Venezuela (hacia el este hasta el suroeste de Lara), Colombia, Ecuador y norte y centro de Perú (al sur hasta Pasco).
- Pipreola arcuata viridicauda Meyer de Schauensee, 1953 – Andes desde el centro de Perú (al sur desde Junín) hacia el sur hasta Bolivia (La Paz, Cochabamba).